# Pieve di Chiavenna
La pieve di Chiavenna fu un'antica suddivisione territoriale del contado di Chiavenna e della diocesi di Como con capoluogo Chiavenna.
Con la conquista da parte dei Grigioni nel 1512, assorbì anche religiosamente i resti della pieve di Samolaco, andando a coincidere col territorio del Contado.